# Катенація

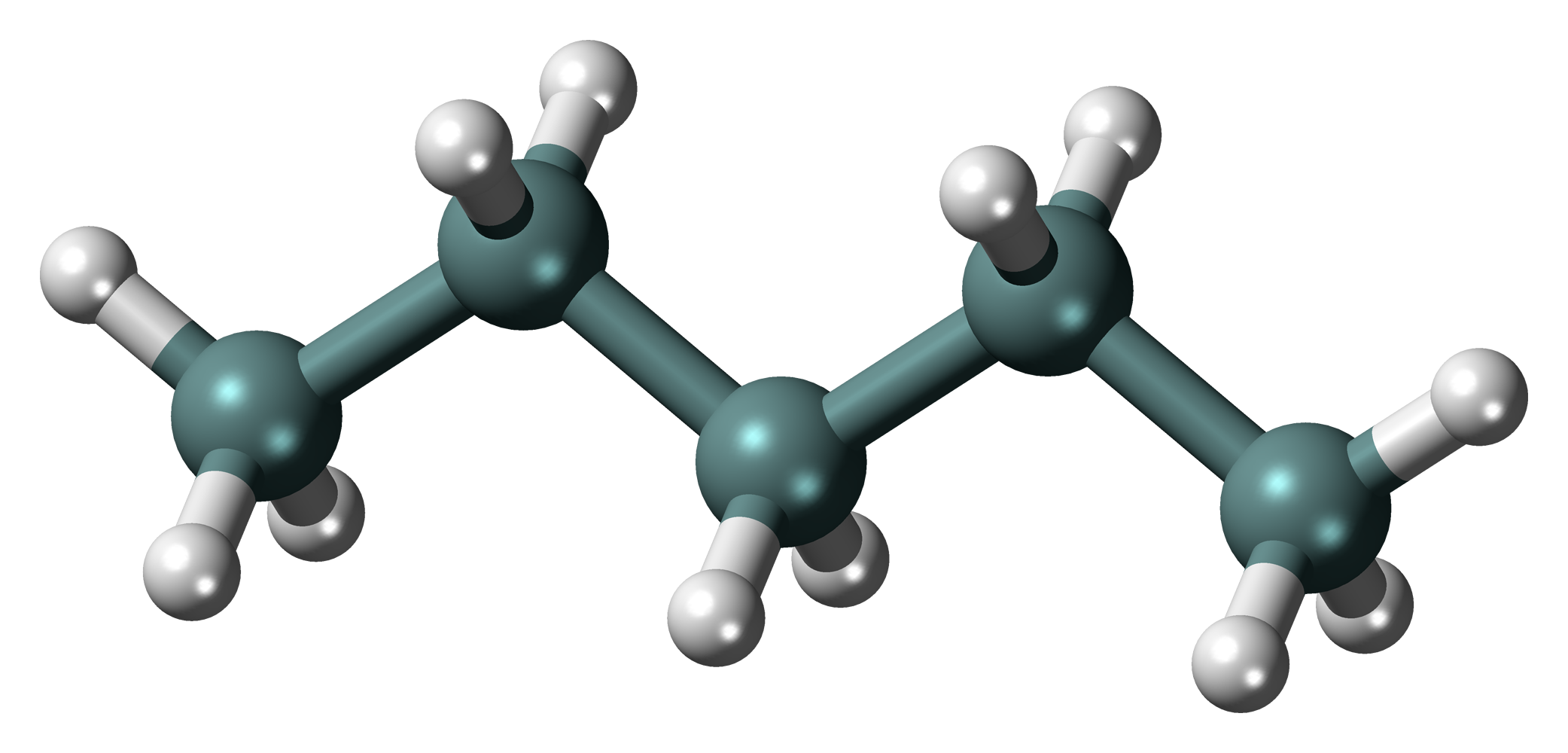
Приклад катенації —

Катенація (рос. катенирование, англ. catenation) — утворення зв'язків елемент-елемент між атомами одного елемента, подібних до тих, що є у вуглеводнях та вищих силанах. Внаслідок цього утворюються довгі розгалужені або нерозгалужені ланцюги, цикли або тривимірні структури.
Карбон проявляє найвищу здатність до катенації.